# Xavier Wallez
Pour les articles homonymes, voir Wallez.
Xavier Wallez, né le 12 décembre 1967 à Grande-Synthe, est un ancien joueur français de basket-ball. Il était ailier fort.

## Biographie
Formé au centre du BCM Gravelines Dunkerque, Xavier Wallez fait ses débuts professionnels en 1988. Il fait partie de la génération 1988-90, qui voit le club monter en Pro A et faire ses débuts européens. En 1991, il part pour Saint-Quentin, puis un an plus tard à Sceaux. Avec Moustapha Sonko, il devient champion de Pro B en 1993. En 1994, il passe sous les ordres d'Ernie Signars au Mans. Deux saisons plus tard, il retourne au BCM, en proie à de très grandes difficultés financières. En 2001, après une saison passée dans les tribunes de Sportica à la suite d'une blessure, Wallez part vers Angers avec un record, celui du nombre de matches disputés sous le maillot du BCM : 180.

## Vie privée
Xavier Wallez s'est marié à Anne-Pascale. Membres d'une famille de 3 enfants : Marjorie, Justine et Antoine.

## Clubs
- 1988-1991 :  Gravelines Dunkerque
- 1991-1992 :  Saint-Quentin
- 1992-1994 :  Sceaux
- 1994-1996 :  Le Mans
- 1996-2001 :  Gravelines Dunkerque
- 2001-2003 :  Angers

## Palmarès
- Champion de France de Pro B : 1988 et 1993

## Distinctions personnelles
- Record du nombre de matches disputés avec Gravelines Dunkerque en Pro A : 180